# Maribojoc
Maribojoc es un municipio filipino de cuarta clase, perteneciente a la provincia de Bohol, en las Bisayas Centrales.

## Historia
Hacia mediados del siglo XIX, el lugar, por entonces perteneciente a la provincia de Cebú, tenía contabilizada una población de 11 803 habitantes, repartidos en 1967 casas. Aparece descrito en el segundo volumen del Diccionario geográfico, estadístico, histórico de las Islas Filipinas (1851) de Manuel Buzeta Núñez y Felipe Bravo con las siguientes palabras:

MARIBOJOC: pueblo con cura y gobernadorcillo, en la isla de Bohol, adscrita á la prov. y dióc. de Cebú; sit. en la costa meridional de la isla, en terreno llano y clima no muy cálido. Tiene unas 1,967 casas, la parroquial, la de comunidad, donde está la cárcel, una escuela de instruccion primaria dotada de los fondos de comunidad, y una igl. parr. de buena fábrica, servida por un cura regular. El cementerio se halla fuera de la pobl. bien situado. Comunícase este pueblo con sus inmediatos por medio de caminos que se hallan no en muy buen estado, y recibde la cabecera de la prov. un correo semanal en dias indeterminados. El term. confina por N. E. con el de Paminuitan; por O. con el de Loon; por E. con el de Tagbiliran, y por S. con el mar. El terreno es montuoso y fértil, por junto á la costa, tiene buenas llanuras donde se hallan las sementeras, y en los demas del terreno hácia la parte del N. abundan los montes donde se cria bastante caza, maderas muy buenas para construccion, miel, cera, y varias clases de cañas y bejucos. En el terreno cultivado las prod. son arroz, maiz, ajonjolí, caña dulce, algodon, abacá, legumbres y frutas. La ind. consiste en la agricultura, en la pesca del balate y en la fabricacion de telas de algodon y abacá. pobl. 11,803 alm., y en 1845 pagaba 1,965 trib., que hacen 19,650 rs. plata, equivalentes á 48,125 rs. vn.
(Buzeta y Bravo, 1851, p. 304)

En 2020, tenía censados 22 178 habitantes.